# Bertil Tallberg
Bertil Tallberg (Helsinque, 17 de setembro de 1883 — 20 de abril de 1963) foi um velejador finlandês, medalhista olímpico. Ele competiu nos Jogos Olímpicos de Verão de 1912 na classe 8 Metre e conquistou a medalha de bronze na disputa a bordo do Lucky Girl com Arthur Ahnger, Emil Lindh, Gunnar Tallberg e Georg Westling.
Além de Gunnar Tallberg, vários outros membros da família também participaram ativamente das regatas olímpicas. Seus netos Henrik, Johan e Peter Tallberg também navegaram, assim como seu bisneto Mathias Tallberg, filho de Peter.